# 차르미나르
차르미나르(텔루구어: చార్మినారు)는 인도 텔랑가나 주 하이데라바드에 있는 모스크이자 기념물이다. 하이데라바드의 주요 관광지 중 하나로, 라마단과 같은 많은 축제가 열리는 곳이기도 하다.

## 같이 보기
- 하이데라바드국